# SELF PRODUCER
「SELF PRODUCER」（セルフ・プロデューサー）は、茅原実里の楽曲。こだまさおりが作詞、菊田大介が作曲を手掛けた。茅原の16枚目のシングルとして2012年10月24日にLantisから発売された。

## 背景
本曲は、テレビアニメ『お兄ちゃんだけど愛さえあれば関係ないよねっ』のオープニングテーマに起用された。茅原のシングル表題曲がテレビアニメの主題歌に起用されるのは前作「ZONE//ALONE」から2作連続。
2012年8月4日・8月5日に河口湖ステラシアターで開催された『アニメロミックス Presents Minori Chihara Live 2012 "SUMMER CAMP 4" supported by JOYSOUND×UGA』にて発表され、8月26日にさいたまスーパーアリーナで開催された『Animelo Summer Live 2012 -INFINITY∞-』にて公の場での初歌唱披露が行われた。

## 音楽性
ポジティブで元気な可愛い曲であるが、楽曲にドラマがありインストを聴いた時に心に響いたという。歌詞は女の子の恋を後押しする内容になっており、優しさの中に女性心理が描写されている。
PVは、2012年9月10日に撮影された。PVでは色々な姿をした11人の茅原が登場している。2012年9月26日にYouTube、9月27日にニコニコ動画のLantis公式ちゃんねる『Lantisちゃんねる』からPVのショートバージョンが配信された。また、2012年9月26日放送分のバンダイナムコTV『Lantisの!アニソンTune♪』でフルバージョンが初公開された。
シングルのジャケット撮影は2012年9月1日に行われた。撮影ではリムジンを使用しており、恋する女の子を応援する眼鏡をかけたスーツ姿のプロデューサーを意識したアートワークになっている。2012年9月26日にディスクジャケットが解禁された。ちなみに撮影当日は午前中から雨に見舞われる悪天候だったが、茅原の撮影時のみ雨が止んだという。
CDジャーナルは、「ドラマティック・サウンド、ロマンティック・ポップ、さわやかロックがダイナミックな茅原の表現力と好相性と感じられる作品。」と評した。

## シングルリリース
2012年10月24日にLantisから発売された。茅原のシングルとしては前作「ZONE//ALONE」から約3か月ぶりのリリースとなる。7thシングル「PRECIOUS ONE」以来9作ぶりの4曲入りシングルになっており、全収録曲にタイアップがついている。なお、茅原のシングル作品の全収録曲にタイアップがつくのは初。
2曲目「Secret Season 〜桜色の恋人〜」は、パソコンゲーム『いますぐお兄ちゃんに妹だっていいたい!』のグランドオープニングテーマに起用され、歩夢の気持ちを代弁する形で書かれた春をイメージした楽曲。「ひとひらの願い」はテレビ東京『アニソンぷらす』の10月度エンディングテーマおよび自身のインターネットラジオ『茅原実里のradio minorhythm』のエンディングテーマ、「生まれる明日のメロディ」は『茅原実里のradio minorhythm』のオープニングテーマに起用された。なお、カップリング曲の作詞は全て茅原自身が手掛けている。

## 収録曲
- 規格品番：LACM-14010
- 合計時間：20分50秒

CD
1. SELF PRODUCER [5:06]
  - 作詞：こだまさおり、作曲・編曲：菊田大介
  - テレビアニメ『お兄ちゃんだけど愛さえあれば関係ないよねっ』オープニングテーマ
2. Secret Season 〜桜色の恋人〜 [4:45]
  - 作詞：茅原実里、作曲・編曲：菊田大介
  - パソコンゲーム『いますぐお兄ちゃんに妹だっていいたい!』グランドオープニングテーマ
3. ひとひらの願い [6:34]
  - 作詞：茅原実里、作曲・編曲：黒須克彦、ストリングスアレンジ：室屋光一郎
  - テレビ東京『アニソンぷらす』10月度エンディングテーマ
  - インターネットラジオ『茅原実里のradio minorhythm』エンディングテーマ
4. 生まれる明日のメロディ [4:23]
  - 作詞：茅原実里、作曲：俊龍、編曲：菊谷知樹
  - インターネットラジオ『茅原実里のradio minorhythm』オープニングテーマ

## 収録作品

### CD
| 楽曲           | 発売日         | タイトル                         | 備考                        |
| -------------- | -------------- | -------------------------------- | --------------------------- |
| SELF PRODUCER  | 2013年12月11日 | NEO FANTASIA                     | 5枚目のオリジナルアルバム。 |
| ひとひらの願い | 2013年3月13日  | Minori Chihara B-side Collection | 1枚目のベスト・アルバム。   |

### DVD、Blu-ray Disc
| 発売日                       | タイトル                                           | 備考                    |
| SELF PRODUCER                | SELF PRODUCER                                      | SELF PRODUCER           |
| ---------------------------- | -------------------------------------------------- | ----------------------- |
| 2013年6月26日                | Minori Chihara Birthday Live 2012 LIVE DVD/Blu-ray | 8作目のライブ・ビデオ。 |
| Secret Season 〜桜色の恋人〜 |                                                    |                         |
| 2013年6月26日                | Minori Chihara Birthday Live 2012 LIVE DVD/Blu-ray | 8作目のライブ・ビデオ。 |
| ひとひらの願い               |                                                    |                         |
| 2013年6月26日                | Minori Chihara Birthday Live 2012 LIVE DVD/Blu-ray | 8作目のライブ・ビデオ。 |
| 生まれる明日のメロディ       |                                                    |                         |
| 2013年6月26日                | Minori Chihara Birthday Live 2012 LIVE DVD/Blu-ray | 8作目のライブ・ビデオ。 |